# Mikhaïl Lepekhine
Pour les articles homonymes, voir Lepekhine.
Mikhaïl Lepekhine est un historien de la littérature russe, ancien conservateur des archives de l'Institut de littérature russe et chercheur en histoire des imprimés de la bibliothèque de l'Académie des sciences de Russie à Saint-Pétersbourg. 

## Biographie
Spécialiste des publicistes russes de la fin du XIXe siècle, il dirige un Dictionnaire biographique russe en 33 volumes où sont répertoriés de nombreux acteurs méconnus du monde de l'imprimé de la fin du régime tsariste. En France, son nom est associé à la découverte de l'identité de l'auteur du célèbre faux pamphlet antisémite, les Protocoles des Sages de Sion (rédigé en 1901-1902) alors qu'il effectuait des recherches dans les archives de l'URSS. 
Il s'agit de Matveï Golovinski, un agent russe de l'Okhrana, la police secrète du tsar. Cette découverte a été rendue publique en 1999 dans un article de L'Express où Lepekhine et Pierre-André Taguieff (historien des idées et spécialiste français des Protocoles) font une mise au point sur la genèse du faux document avec le journaliste Éric Conan. Le bédéiste Will Eisner a été l'un des premiers à diffuser l'identité du faussaire, alors que Lepekhine, étant avant tout historien de la littérature, est resté discret sur ses recherches.

## Publications
- « Postface » à Boris Chiriaev, La veilleuse des Solovski, traduit du russe par Anne Kichilov, Paris, Éditions des Syrtes, 2005.  (ISBN 2845451059)
- « Préface » à Constantin Leontiev, Père Clément Zederholm : Hiéromoine du monastère d'Optino, traduit du russe par Nelly Roure, Paris, Éditions des Syrtes, 2005.  (ISBN 284545113X)